# Henri Carol (aviateur)
Pour les articles homonymes, voir Henri Carol et Carol.
Henri Carol, né le 28 mai 1895 à Grenoble (Isère) et mort le 7 octobre 1975 à Nice, est un aviateur français,.

## Biographie
Fils de Joseph Hippolyte Carol et d'Adèle Joséphine Chambaz, couturière, il passe sa jeunesse à Saint Didier de la Tour, près de La Tour-du-Pin (Isère). Son cousin est l'aviateur Pégoud.
Durant la Première Guerre mondiale, il rejoint les escadrilles Voisin 102 et 114. Blessé lors d'un combat aérien, il est réformé et rejoint la Mission française en Russie où il assure une centaine de missions en Sibérie dont certaines avec Joseph Kessel, lors de la Révolution russe d'octobre 1917.
Chez Salmson, il devient chef de service des aérodromes. En 1924, il est l'équipier de Lucien Bossoutrot dans le premier Grand Prix des avions de transport et de J.C. Bernard dans le Grand Prix de l'Aéroclub de France. Du 10 au 12 août 1925, avec le capitaine Ludovic Arrachart, ingénieur chez Lorraine-Dietrich, ils bouclent un tour d'Europe de 7 420 kilomètres en trois jours, pour une durée de vol de 29H, en trois étapes, à une vitesse moyenne de 190,500 km/h. Dans le numéro 16 d'Aviation Magazine du 15 décembre 1950, Raymond Saladin décrit le périple, sur le Potez 25.
En 1926, il s'illustre avec Georges Pelletier-Doisy en réussissant en six jours et dix huit heures de vol le raid Paris-Pékin qui a un retentissement mondial : 10 000 kilomètres sont couverts à une moyenne de 1 500 kilomètres par jour à une vitesse de 160 à l'heure, sur un Breguet 19 à moteur Lorraine. Il est le pilote ayant le plus d'heures de vol au monde et est décoré de la Légion d'honneur.
En 1937, il fonde la station d'essais des moteurs du mont Lachat au-dessus de Saint-Gervais-les-Bains (Haute-Savoie).
À la veille de la Seconde Guerre mondiale, il est appelé par Marcel Bloch à rejoindre la Société des avions Marcel Bloch, qui en décembre 1940, lui délègue les fonctions de Directeur Général de l'usine aéronautique de Saint-Cloud et de Thiers, pour devenir la Société anonyme de constructions aéronautiques et mécaniques (SACAM), tandis qu'André Curvale, Henri Deplante et Claude de Cambronne sont contraints de produire des fuselages avant et des hélices pour l'occupant avec la société Bordeaux-Aéronautique.
Après la guerre, il rejoint l'usine de Boulogne-sur-Seine où il produit les prototypes Dassault 315 et l'Ouragan.

## Distinctions
- Médaille militaire
- Commandeur de la Légion d'honneur